# Шайла Дженнингс
Шайла Дженнингс (англ. Shyla Jennings, род. 16 июня 1989, Штутгарт) — сценический псевдоним порноактрисы Бренды Решел Киблер (англ. Brenda Reshell Kibler).

## Биография
Шайла родилась в Штутгарте (Германия), однако называет своей родиной Техас. В порноиндустрию пришла в 2010 году и с тех пор снимается только в лесбийских либо в сольных сценах, однако сама себя называет бисексуалкой. В основном снимается для Girlfriends Films.
В 2015 году стала девушкой года порносайта Girlsway.

## Награды и номинации
| Год  | Церемония | Категория                                 | Фильм | Результат |
| ---- | --------- | ----------------------------------------- | --- | --------- |
| 2012 | AVN       | Лучшая сцена секса девушка/девушка        | Lesbian Psychodramas 6 (вместе с Хизер Старлет)                                                                                         | Номинация |
| 2013 | AVN       | Лучшая сцена секса девушка/девушка        | Poor Little Shyla 2 (с Сенси Пирл) | Номинация |
| 2014 | AVN       | All-Girl Performer of the Year            | н/д | Победа    |
| 2014 | AVN       | Лучшая сцена группового лесбийского секса | Lesbian Fuck Club (вместе с Lily Cade, Алией Лав, Pepper Kester, Tracey Sweet, Taliah Mac, Annabelle Lee, Ashlynn Leigh и Annika Amour) | Номинация |
| 2014 | AVN       | Лучшая сцена группового лесбийского секса | We Live Together 28 (вместе с Маленой Морган и Лейлой Роуз)                                                                             | Номинация |
| 2014 | AVN       | Лучшая сцена секса девушка/девушка        | Women Seeking Women 94 (с Prinzzess) | Номинация |
| 2015 | AVN       | All-Girl Performer of the Year            | | Номинация |
| 2016 | AVN       | All-Girl Performer of the Year            | н/д | Победа    |
| 2016 | AVN       | Лучшая сцена группового лесбийского секса | The Business of Women (вместе с Ванессой Веракрус и Абигали Мак)                                                                        | Номинация |
| 2016 | AVN       | Лучшая сцена секса девушка/девушка        | Sisterly Love 2 (вместе с Кейси Калверт)                                                                                                | Номинация |
| 2016 | XBIZ      | Лучшая актриса-лесбийский релиз           | The Business of Women | Номинация |
| 2016 | XBIZ      | Girl/Girl Performer of the Year           | н/д | Номинация |
| 2016 | XRCO      | Best Lesbian Performer                    | н/д | Номинация |
| 2017 | XRCO      | Best Lesbian Performer                    | н/д | Победа    |
| 2018 | AVN       | Лучшая сцена лесбийского группового секса | Christmas Spirit (вместе с Эллой Александр и Риной Скай)                                                                                | Номинация |